# 古のもの

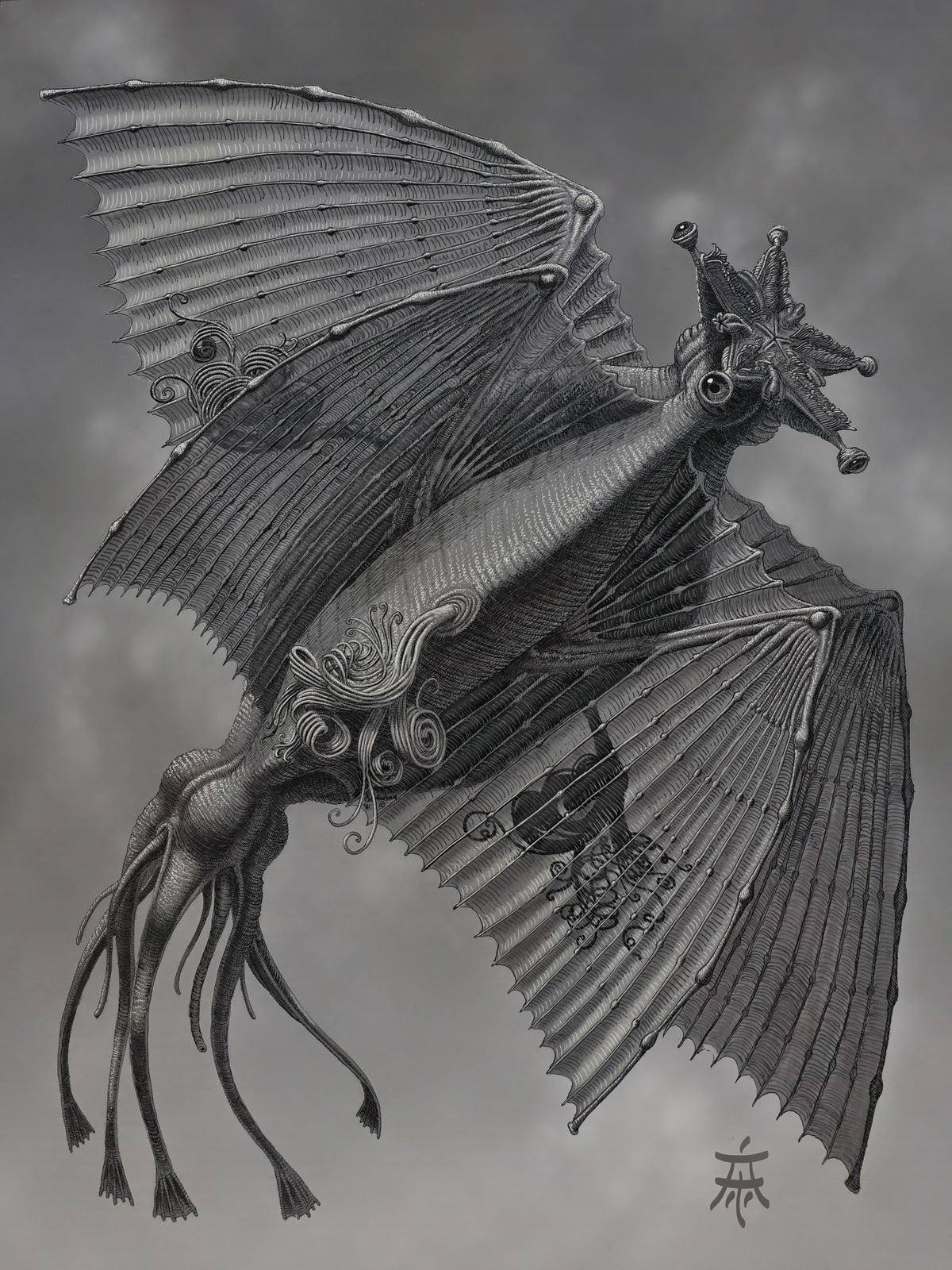
海百合状生物

古のもの（いにしえのもの、Elder Thing/Old One）は、クトゥルフ神話作品に登場する架空の生物。名称が安定しない（後述）。
太古に宇宙から飛来し、地球の最初の支配者となった種族とされる。
初出はハワード・フィリップス・ラヴクラフトの『狂気の山脈にて』。クトゥルフ神話内では主に「古のもの物語」に登場する。

## 名称
名称は、日本語訳では「旧支配者」とするものもある。「狂気の山脈にて」（全集4・大瀧啓裕訳）作中に両方の呼び名が登場するが、主に「旧支配者」が使われている。
現支配種族（ヒト種）に対しての旧支配種族である。
後続作家たちによって体系化されたクトゥルフ神話においては、他の作品でElder Thing（邦：古のもの）と名付けられて、そちらの名前で定着する。同じ呼称であるが、邪神の総称としての旧支配者（オールド・ワン、グレート・オールド・ワン）とは異なる。固有名詞ですらないので、初出作中においてさえOld One/Great Old Oneが統一されておらず、さらにこの種族を指す呼称は作者によって異なる。
海百合状生物、樽型異星人などとも表現される。

## 歴史
現代ではたまたまホモサピエンスが地球人ということになっているが、10億年にもおよぶ地球史のスパンでは彼ら海百合状生物こそ地球人といえる。
起源は不明だが、旧支配者や異次元的な存在とは異なり、この宇宙で誕生した通常の（物質的な）生物である。人類誕生以前に多くの星々に勢力を広げ、その中に地球も含まれていた。そして、奴隷あるいは食糧として（「ネクロノミコン」によれば、ふざけてか誤ってとも）、地球の生命を創造したとされる。都市の建設にはそうして生み出された生物、ショゴスが使役された。
彼らが最初に降り立ったのは南極であり、その地は聖地とされ以後も文明の中心地だった。当初は地球全体が海に覆われていたため海中に都市を築いたが、やがて大陸が形成されると陸上にも進出し、最盛期には地球上のいたるところに都市を築いた。しかし、宇宙からの新たな種族の到来によって争いも発生し、特にクトゥルフの眷属やミ＝ゴとは地上の支配を巡って激しく争うことになった。時折、イースの大いなる種族との小競り合いもあったとされている。それでも地球上で常に一定以上の勢力を保ち続けたが、長い年月のうちに高度な技術は失われ、種としても退化していた。
大寒波の到来やショゴスの反乱などもあって、次第に衰退（地球から宇宙に飛び立つこともできなくなっていた）。現在はかつての都市や遺跡で人工的な冬眠等をしている生き残りが殆どで、活動している個体は少ない。
1931年にミスカトニック大学の調査隊により南極大陸で遺跡が発見された。彼らはショゴスに遭遇し、更にショゴスに殺されたこの種族の死体をも目の当たりにする。
70年後には、アメリカとロシアの研究員たちが新たにこの種族の遺体を発見する。そこで彼らはこの生物がDNAを操作して人類を誕生させた事、そして彼らの本来のエネルギー源が知的生物の恐怖心である事、地球へ来たのは彼らの一派に過ぎず、多くは異次元の彼方で暮らしており、今でも特定の人物を改造した人類の監視役を置いている事などを知る。

## 生物的特徴
胞子によって繁殖する半植物的な生物であるため、性別はなく家族という概念も持たない。また、地球の生物との根本的な違いとしてDNAを持たない。
形状にも植物のような放射相称性が見られる。体長は8フィート（約2.4メートル）ほどで、樽状の胴体の上に、球根状の首と五芒星形の頭部がある。また、胴体の下にも、首に似た球根状のものと頭部に似た五芒星形の擬足がある。胴体の周りにはそれぞれ等間隔で、5枚の膜状の翼と5本の海百合のような触手が並んでいる。翼は扇のように折りたたみ可能だが、広げると7フィート（約2.1メートル）ほどにもなる。
首にえら、頭部に気孔があり、水中でも大気中でも活動が可能である。頭部の5つの角から短い管が伸びており、先端の球状のふくらみを開くと眼が現れる。また、5つの窪みからはやや長めの管が伸びているが、こちらは先端が袋状で開くと口があり、鋭い歯が並んでいる。植物のように無機物から養分を摂取することが可能だが、生物を捕食することも好む。擬足の5つの窪みからも管が伸びており、ここから老廃物を排出する。
体組織は極めて強靭、かつ柔軟である。しかし、それ以上に長命であるため、寿命によって死亡するものは稀。翼の先端に胞子嚢があるが、死の危険が小さいことから、領土を拡大する場合等を除いて、めったに繁殖は行わない。
会話はテレパシーで行われる。人間とのコンタクトも可能だが、彼らのテレパシーは集中させれば異次元の彼方からでも精神力の弱い人間を錯乱させる程度の力はある。また、念動力を駆使して異次元の彼方から重機を操り、人間を襲わせたりも出来る。
翼は星間飛行能力を有するが、数億年の繁栄を経て退化してしまったという。

## 文化
優れた知能と人間とは異なる感性によって、独自の文化、科学を発展させている。彼らの巨石建造物や彫刻は、人間の目には奇怪なものにも映るが、それでも高度な計算と技法が用いられていることがわかる。科学技術の水準も高く、現在の人類のものを遥かに上回っているが、必要に迫られなければ、それらを積極的に使用することはない。基本的に機械を使用することは好まず、身体の強靭さもあって、機械や道具に頼ることなく、様々な環境に適応する。しかし、いざ戦いが起これば、未知のエネルギー原理からなる強力な武器を使用する。

## 登場作品
- ハワード・フィリップス・ラヴクラフト『狂気の山脈にて』。ほか『時間からの影』『魔女の家の夢』『闇をさまようもの』でも小言及あり。
- ブライアン・ラムレイ『狂気の地底回廊』
- リン・カーター『暗黒の知識のパピルス』：極地のものPolar Oneと呼ばれる。
- 『クトゥルフ神話TRPG』：Elder Thingと呼ばれる。
- コリン・ウィルソン『古きものたちの墓』：最初のものFirst Oneと呼ばれる。
- フレッド・チャペル『残存者たち』：星頭族Star Headと呼ばれる。
- 矢野健太郎『邪神伝説シリーズ ラスト・クリエイター』：Elder ThingをE.T.（地球外生命体）と略称される。旧神の印と関わりがある。